# Lista över olympiska medaljörer i basket
Det här är en komplett lista över alla medaljörer i basket vid olympiska spelen från 1936 till 2024.

## Herrar

### Basket
| Spel                | Guld | Silver | Brons |
| Berlin 1936         | USA (USA) Sam Balter Ralph Bishop Joe Fortenberry Tex Gibbons Francis Johnson Carl Knowles Frank Lubin Art Mollner Donald Piper Jack Ragland Willard Schmidt Carl Shy Duane Swanson Bill Wheatley                                                                                    | Kanada (CAN) Gordon Aitchison Ian Allison Art Chapman Chuck Chapman Edward Dawson Irving Meretsky Doug Peden James Stewart Malcolm Wiseman Stanley Nantais | Mexiko (MEX) Carlos Borja Víctor Borja Rodolfo Choperena Luis de la Vega Raúl Fernández Andrés Gómez Silvio Hernández Francisco Martínez Jesús Olmos José Pamplona Greer Skousen |
| London 1948         | USA (USA) Cliff Barker Don Barksdale Ralph Beard Lew Beck Vince Boryla Gordon Carpenter Alex Groza Wah Wah Jones Bob Kurland Ray Lumpp Robert Pitts Jesse Renick Jackie Robinson Kenny Rollins                                                                                       | Frankrike (FRA) André Barrais Michel Bonnevie André Buffière René Chocat René Dérency Maurice Desaymonnet André Even Maurice Girardot Fernand Guillou Raymond Offner Jacques Perrier Yvan Quénin Lucien Rebuffic Pierre Thiolon                                    | Brasilien (BRA) Algodão Bráz Ruy de Freitas Marcus Vinícius Dias Affonso Évora Alexandre Gemignani Alfredo da Motta Alberto Marson Nilton Pacheco Massinet Sorcinelli |
| Helsingfors 1952    | USA (USA) Ron Bontemps Marc Freiberger Wayne Glasgow Charlie Hoag Bill Hougland John Keller Dean Kelley Bob Kenney Bob Kurland Bill Lienhard Clyde Lovellette Frank McCabe Dan Pippin Howie Williams                                                                                 | Sovjetunionen (URS) Stepas Butautas Nodar Dzjordzjikia Anatolij Konev Otar Korkia Heino Kruus Ilmar Kullam Justinas Lagunavičius Joann Lõssov Aleksandr Moisejev Jurij Ozerov Kazys Petkevičius Stanislovas Stonkus Maigonis Valdmanis Viktor Vlasov               | Uruguay (URU) Martín Acosta y Lara Enrique Baliño Victorio Cieslinskas Héctor Costa Nelson Demarco Héctor García Otero Tabaré Larre Borges Adesio Lombardo Roberto Lovera Sergio Matto Wilfredo Peláez Carlos Roselló                                                                      |
| Melbourne 1956      | USA (USA) Carl Cain Bill Hougland K.C. Jones Bill Russell James Walsh William Evans Burdette Haldorsson Ronald Tomsic Richard Boushka Gilbert Ford Robert Jeangerard Charles Darling                                                                                                 | Sovjetunionen (URS) Valdis Muižnieks Maigonis Valdmanis Vladimir Torban Stanislovas Stonkus Kazys Petkevičius Arkadij Botjkarjov Jānis Krūmiņš Michail Semjonov Algirdas Lauritėnas Jurij Ozerov Viktor Zubkov Michail Studenetskij                                | Uruguay (URU) Carlos Blixen Ramiro Cortés Héctor Costa Nelson Chelle Nelson Demarco Héctor García Otero Carlos Gonzáles Sergio Matto Oscar Moglia Raúl Mera Ariel Olascoaga Milton Scaron                                                                                                  |
| Rom 1960            | USA (USA) · Jay Hoyland Arnette · Walter Jones Bellamy, Jr. · Robert Lewis Boozer · Terence Gilbert Dischinger · Burdette Haldorson · Darrall Tucker Imhoff · Allen Earl Kelley · Lester E. Lane · Jerry Ray Lucas · Oscar Palmer Robertson · Adrian Howard Smith · Jerome Alan West | Sovjetunionen (URS) · Jurij Kornejev · Jānis Krūmiņš · Guram Minasjvili · Valdis Muižnieks · Cēzars Ozers · Aleksandr Petrov · Michail Semjonov · Vladimer Ugrechelidze · Maigonis Valdmanis · Albert Valtin · Gennadij Volnov · Viktor Zubkov                     | Brasilien (BRA) · Edson Bispo dos Santos · Moyses Blas · Waldemar Blatkauskas · Algodão · Carmo De Souza · Carlos Domingos Massoni · Waldyr Geraldo Boccardo · Wlamir Marques · Amaury Antônio Pasos · Fernando Pereira De Freitas · Antonio Salvador Sucar · Eduardo Schall Jatyr         |
| Tokyo 1964          | USA (USA) Jim Barnes Bill Bradley Larry Brown Joe Caldwell Mel Counts Richard Davies Walt Hazzard Lucious Jackson John McCaffrey Jeff Mullins Jerry Shipp George Wilson | Sovjetunionen (URS) Valdis Muižnieks Mikola Baglej Armenak Aladzjadzjian Aleksandr Travin Vjatjeslav Chrynin Jānis Krūmiņš Levan Mosesjvili Jurij Kornejev Aleksandr Petrov Gennadij Volnov Jaak Lipso Juris Kalniņš                                               | Brasilien (BRA) Amaury Antônio Pasos Wlamir Marques Ubiratan Pereira Maciel Carlos Domingos Massoni Friedrich Wilhem Braun Carmo De Souza Jatyr Eduardo Schall Edson Bispo dos Santos Antonio Salvador Sucar Victor Mirshawka Sergio De Toledo Machado Jose Edvar Simoes                   |
| Mexico City 1968    | USA (USA) Mike Barrett John Clawson Don Dee Calvin Fowler Spencer Haywood Bill Hosket Jim King Glynn Saulters Charlie Scott Mike Silliman Ken Spain Jo Jo White | Jugoslavien (YUG) Dragutin Čermak Krešimir Ćosić Vladimir Cvetković Ivo Daneu Radivoj Korać Zoran Marojević Nikola Plećaš Trajko Rajković Dragoslav Ražnatović Petar Skansi Damir Šolman Aljoša Žorga                                                              | Sovjetunionen (URS) Anatoli Krikun Modestas Paulauskas Zurab Sakandelidze Vadim Kapranov Jurij Selichov Anatolij Polivoda Sergej Belov Priit Tomson Sergej Kovalenko Gennadij Volnov Jaak Lipso Vladimir Andrejev                                                                          |
| München 1972        | Sovjetunionen (URS) Anatolij Polivoda Modestas Paulauskas Zurab Sakandelidze Älzjan Zjarmuchamedov Aleksandr Bolosjev Ivan Jedesjka Sergej Belov Micheil Korkia Ivan Dvornyj Gennadij Volnov Aleksandr Belov Sergej Kovalenko                                                        | USA (USA) Kenneth Davis Doug Collins Tom Henderson Mike Bantom Robert Jones Dwight Jones James Forbes Jim Brewer Tommy Burleson Tom McMillen Kevin Joyce Ed Ratleff                                                                                                | Kuba (CUB) Juan Carlos Domecq Fortuondo Ruperto Herrera Tabio Juan Roca Brunet Pedro Chappe Garcia Miguel Alvarez Pozo Rafael Canizares Poey Conrado Perez Armenteros Miguel Calderon Gomez Tomas Herrera Martinez Oscar Varona Varona Alejandro Urgelles Guibot Franklin Standard Johnson |
| Montréal 1976       | USA (USA) Phil Ford Steve Sheppard Adrian Dantley Walter Davis Quinn Buckner Ernie Grunfeld Kenneth Carr Scott May Tate Armstrong Tom LaGarde Phil Hubbard Mitch Kupchak | Jugoslavien (YUG) Blagoje Georgijevski Dragan Kićanović Vinko Jelovac Rajko Žižic Željko Jerkov Andro Knego Zoran Slavnić Krešimir Ćosić Damir Solman Žarko Varajić Dražen Dalipagić Mirza Delibašić                                                               | Sovjetunionen (URS) Vladimir Arzamaskov Oleksandr Salnykov Valerij Miloserdov Älzjan Zjarmuchamedov Andrej Makejev Ivan Jedesjka Sergej Belov Vladimir Tkatjenko Anatolij Mysjkin Micheil Korkia Aleksandr Belov Volodymyr Zjygilij                                                        |
| Moskva 1980         | Jugoslavien (YUG) Andro Knego Dragan Kićanović Rajko Žižić Mihovil Nakić Željko Jerkov Branko Skroče Zoran Slavnić Krešimir Ćosić Ratko Radovanović Duje Krstulović Dražen Dalipagić Mirza Delibašić                                                                                 | Italien (ITA) Fabrizio Della Fiori Marco Solfrini Marco Bonamico Dino Meneghin Renato Villalta Renzo Vecchiato Pierluigi Marzorati Pietro Generali Romeo Sacchetti Roberto Brunamonti Michael Silvester Enrico Gilardi                                             | Sovjetunionen (URS) Stanislav Jerjomin Valerij Miloserdov Sergej Tarakanov Oleksandr Salnykov Andrej Lopatov Nikolaj Derjugin Sergej Belov Vladimir Tkatjenko Anatolij Mysjkin Sergėjus Jovaiša Oleksandr Bilostinnyj Volodymyr Zjygilij                                                   |
| Los Angeles 1984    | USA (USA) Steve Alford Leon Wood Patrick Ewing Vern Fleming Alvin Robertson Michael Jordan Joe Kleine Jon Koncak Wayman Tisdale Chris Mullin Sam Perkins Jeffrey Turner | Spanien (ESP) José Manuel Beirán José Luis Llorente Fernando Arcega Josep Maria Margall Andrés Jiménez Fernando Romay Fernando Martín Espina Juan Antonio Corbalán Ignacio Solozábal Juan Domingo de la Cruz Juan Manuel López Iturriaga Juan Antonio San Epifanio | Jugoslavien (YUG) Dražen Petrović Aleksandar Petrović Nebojša Zorkić Rajko Žižić Ivan Sunara Emir Mutapčić Sabit Hadžić Andro Knego Ratko Radovanović Mihovil Nakić-Vojnović Dražen Dalipagić Branko Vukićević                                                                             |
| Seoul 1988          | Sovjetunionen (URS) Aleksandr Volkov Tiit Sokk Sergej Tarakanov Šarūnas Marčiulionis Igors Miglinieks Valerij Tichonenko Rimas Kurtinaitis Arvydas Sabonis Viktor Pankrasjkin Valdemaras Chomičius Oleksandr Bilostinnyj Valerij Hoborov                                             | Jugoslavien (YUG) Dražen Petrović Zdravko Radulović Zoran Čutura Toni Kukoč Žarko Paspalj Željko Obradović Jure Zdovc Stojko Vranković Vlade Divac Franjo Arapović Dino Rađa Danko Cvjetičanin                                                                     | USA (USA) Mitch Richmond Charles E. Smith Charles D. Smith Bimbo Coles Jeff Grayer Willie Anderson Stacey Augmon Dan Majerle Danny Manning J. R. Reid David Robinson Hersey Hawkins |
| Barcelona 1992      | USA Charles Barkley Larry Bird Clyde Drexler Patrick Ewing Magic Johnson Michael Jordan Christian Laettner Karl Malone Chris Mullin Scottie Pippen David Robinson John Stockton | Kroatien (CRO) Vladan Alanović Franjo Arapović Danko Cvjetičanin Alan Gregov Arijan Komazec Toni Kukoč Aramis Naglić Velimir Perasović Dražen Petrović Dino Rađa Žan Tabak Stojko Vranković                                                                        | Litauen (LTU) Romanas Brazdauskis Valdemaras Chomičius Darius Dimavičius Gintaras Einikis Sergėjus Jovaiša Artūras Karnišovas Gintaras Krapikas Rimas Kurtinaitis Šarūnas Marčiulionis Alvydas Pazdrazdis Arvydas Sabonis Arūnas Visockas                                                  |
| Atlanta 1996        | USA Charles Barkley Grant Hill Anfernee Hardaway David Robinson Scottie Pippen Mitch Richmond Reggie Miller Karl Malone John Stockton Shaquille O'Neal Gary Payton Hakeem Olajuwon                                                                                                   | Jugoslavien (YUG) Miroslav Berić Dejan Bodiroga Predrag Danilović Vlade Divac Aleksandar Đorđević Nikola Loncar Saša Obradović Žarko Paspalj Željko Rebrača Zoran Savić Dejan Tomašević Milenko Topic                                                              | Litauen (LTU) Gintaras Einikis Andrius Jurkūnas Artūras Karnišovas Rimas Kurtinaitis Darius Lukminas Šarūnas Marčiulionis Tomas Pačėsas Arvydas Sabonis Saulius Štombergas Rytis Vaišvila Eurelijus Žukauskas Mindaugas Žukauskas                                                          |
| Sydney 2000         | USA Steve Smith Gary Payton Vince Carter Ray Allen Vin Baker Kevin Garnett Tim Hardaway Allan Houston Jason Kidd Antonio McDyess Alonzo Mourning Shareef Abdur-Rahim | Frankrike Jim Bilba Yann Bonato Makan Dioumassi Laurent Foirest Thierry Gadou Cyril Julian Crawford Palmer Antoine Rigaudeau Stéphane Risacher Laurent Sciarra Mustapha Sonko Frédéric Weis                                                                        | Litauen Gintaras Einikis Saulius Štombergas Eurelijus Žukauskas Dainius Adomaitis Šarūnas Jasikevičius Kęstutis Marčiulionis Tomas Masiulis Darius Maskoliūnas Ramūnas Šiškauskas Darius Songaila Mindaugas Timinskas Andrius Giedraitis                                                   |
| Aten 2004           | Argentina Carlos Delfino Gabriel Fernández Emanuel Ginóbili Leonardo Gutiérrez Wálter Herrmann Alejandro Montecchia Andrés Nocioni Fabricio Oberto Pepe Sánchez Luis Scola Hugo Sconochini Rubén Wolkowyski                                                                          | Italien Gianluca Basile Massimo Bulleri Roberto Chiacig Giacomo Galanda Luca Garri Denis Marconato Michele Mian Gianmarco Pozzecco Nikola Radulović Alex Righetti Rodolfo Rombaldoni Matteo Soragna                                                                | USA Carmelo Anthony Carlos Boozer Tim Duncan Allen Iverson LeBron James Richard Jefferson Stephon Marbury Shawn Marion Lamar Odom Emeka Okafor Amar'e Stoudemire Dwyane Wade |
| Peking 2008         | USA Carmelo Anthony Carlos Boozer Chris Bosh Kobe Bryant Dwight Howard LeBron James Jason Kidd Chris Paul Tayshaun Prince Michael Redd Dwyane Wade Deron Williams | Spanien José Calderón Raúl López Rudy Fernández Álex Mumbrú Jorge Garbajosa Juan Carlos Navarro Marc Gasol Felipe Reyes Pau Gasol Berni Rodríguez Carlos Jiménez Ricky Rubio                                                                                       | Argentina Carlos Delfino Manu Ginóbili Román González Juan Pedro Gutiérrez Leonardo Gutiérrez Federico Kammerichs Andrés Nocioni Fabricio Oberto Pablo Prigioni Antonio Porta Paolo Quinteros Luis Scola                                                                                   |
| London 2012         | USA Tyson Chandler Kevin Durant LeBron James Russell Westbrook Deron Williams Andre Iguodala Kobe Bryant Kevin Love James Harden Chris Paul Anthony Davis Carmelo Anthony | Spanien Pau Gasol Rudy Fernández Sergio Rodríguez Juan Carlos Navarro José Calderón Felipe Reyes Víctor Claver Fernando San Emeterio Sergio Llull Marc Gasol Serge Ibaka Víctor Sada                                                                               | Ryssland Alexej Sjved Timofej Mozgov Sergej Karasiov Vitalj Fridzon Alexander Kaun Evgenj Voronov Viktor Chrjapa Semjon Antonov Sergei Monia Dmitri Chvostov Anton Ponkrasjov Andrei Kirilenko                                                                                             |
| Rio de Janeiro 2016 | USA Jimmy Butler Kevin Durant DeAndre Jordan Kyle Lowry Harrison Barnes DeMar DeRozan Kyrie Irving Klay Thompson DeMarcus Cousins Paul George Draymond Green Carmelo Anthony | Serbien Miloš Teodosić Marko Simonović Bogdan Bogdanović Stefan Marković Nikola Kalinić Nemanja Nedović Stefan Birčević Miroslav Raduljica Nikola Jokić Vladimir Štimac Stefan Jović Milan Mačvan                                                                  | Spanien Pau Gasol Rudy Fernández Sergio Rodríguez Juan Carlos Navarro José Calderón Felipe Reyes Víctor Claver Willy Hernangómez Álex Abrines Sergio Llull Nikola Mirotić Ricky Rubio |
| Tokyo 2020          | USA Bam Adebayo Devin Booker Kevin Durant Jerami Grant Draymond Green Jrue Holiday Keldon Johnson Zach LaVine Damian Lillard JaVale McGee Khris Middleton Jayson Tatum | Frankrike Andrew Albicy Nicolas Batum Petr Cornelie Nando de Colo Moustapha Fall Evan Fournier Rudy Gobert Thomas Heurtel Timothé Luwawu-Cabarrot Frank Ntilikina Vincent Poirier Guerschon Yabusele                                                               | Australien Aron Baynes Matthew Dellavedova Dante Exum Chris Goulding Josh Green Joe Ingles Nick Kay Jock Landale Patty Mills Duop Reath Nathan Sobey Matisse Thybulle |
| Paris 2024          | USA Bam Adebayo Devin Booker Stephen Curry Anthony Davis Kevin Durant Anthony Edwards Joel Embiid Tyrese Haliburton Jrue Holiday LeBron James Jayson Tatum Derrick White | Frankrike Andrew Albicy Nicolas Batum Isaïa Cordinier Bilal Coulibaly Nando de Colo Evan Fournier Rudy Gobert Mathias Lessort Frank Ntilikina Matthew Strazel Victor Wembanyama Guerschon Yabusele                                                                 | Serbien Aleksa Avramović Bogdan Bogdanović Dejan Davidovac Ognjen Dobrić Marko Gudurić Nikola Jokić Nikola Jović Vanja Marinković Vasilije Micić Nikola Milutinov Filip Petrušev Uroš Plavšić                                                                                              |

### 3x3
| Spel       | Guld                                                                        | Silver                                                                  | Brons                                                                         |
| Tokyo 2020 | Lettland Agnis Čavars Edgars Krūmiņš Kārlis Lasmanis Nauris Miezis          | ROC Ilja Karpenkov Kirill Pisklov Stanislav Sjarov Aleksandr Zujev      | Serbien Dušan Domović Bulut Dejan Majstorović Aleksandar Ratkov Mihailo Vasić |
| Paris 2024 | Nederländerna Jan Driessen Dimeo van der Horst Arvin Slagter Worthy de Jong | Frankrike Lucas Dussoulier Timothé Vergiat Jules Rambaut Franck Seguela | Litauen Šarūnas Vingelis Gintautas Matulis Aurelijus Pukelis Evaldas Džiaugys |

## Damer

### Basket
| Spel                | Guld | Silver | Brons |
| Montréal 1976       | Sovjetunionen (URS) Olga Barysheva Tamara Daunienė Natalya Klimova Tatyana Ovechkina Angelė Rupšienė Nadezhda Shuvayeva Nadezhda Zakharova Uljana Semjonova Raisa Kurvyakova Nelli Feryabnikova Olga Sukharnova Tatiana Zakharova-Nadirova | USA (USA) Cindy Brogdon Susan Rojcewicz Ann Meyers Lusia Harris Nancy Dunkle Charlotte Lewis Nancy Lieberman Gail Marquis Patricia Roberts Mary Anne O'Connor Patricia Head Julienne Simpson                                          | Bulgarien (BUL) Krasimira Bogdanova Diana Dilova Krasimira Gyurova Penka Metodieva Snezhana Mikhaylova Girgina Skerlatova Mariya Stoyanova Margarita Shtarkelova Petkana Makaveeva Nadka Golcheva Penka Stoyanova Todorka Yordanova |
| Moskva 1980         | Sovjetunionen (URS) Olga Barysheva Tatyana Ivinskaya Nelli Feryabnikova Vida Beselienė Tatyana Ovechkina Angelė Rupšienė Lyubov Sharmay Uljana Semjonova Tatiana Zakharova-Nadirova Olga Sukharnova Nadezhda Shuvayeva Lyudmila Rogozhina  | Bulgarien (BUL) Krasimira Bogdanova Vanya Dermendzhieva Silviya Germanova Petkana Makaveeva Nadka Golcheva Penka Stoyanova Evladiya Slavcheva Kostadinka Radkova Snezhana Mikhaylova Angelina Mikhaylova Penka Metodieva Diana Dilova | Jugoslavien (YUG) Vera Djurašković Mersada Bečirspahić Jelica Komnenović Mira Bjedov Vukica Mitić Sanja Ožegović Sofija Pekić Marija Tonković Zorica Djurković Vesna Despotović Biljana Majstorović Jasmina Perazić                 |
| Los Angeles 1984    | USA (USA) Teresa Edwards Lea Henry Lynette Woodard Anne Donovan Cathy Boswell Cheryl Miller Janice Lawrence Cindy Noble Kim Mulkey Denise Curry Pamela McGee Carol Menken-Schaudt                                                          | Sydkorea (KOR) Aei-Young Choi Eun-Sook Kim Hyung-Sook Lee Kyung-Hee Choi Mi-Ja Lee Kyung-Ja Moon Hwa-Soon Kim Myung-Hee Jeong Young-Hee Kim Jung-A Sung Chan-Sook Park                                                                | Kina (CHN) Chen Yuefang Li Xiaoqin Ba Yan Song Xiaobo Qui Chen Wang Jun Xiu Lijuan Zheng Haixia Cong Xuedi Zhang Hui Liu Qing Zhang Yueqin                                                                                          |
| Seoul 1988          | USA (USA) Teresa Edwards Kamie Ethridge Cynthia Brown Anne Donovan Teresa Weatherspoon Bridgette Gordon Vicky Bullett Andrea Lloyd Katrina McClain Jennifer Gillom Cynthia Cooper Suzanne McConnell                                        | Jugoslavien (YUG) Stojna Vangelovska Mara Lakić Zana Lelas Eleonora Wild Kornelija Kvesić Danira Nakić Slađana Golić Polona Dornik Razija Mujanović Vesna Bajkuša Andjelija Arbutina Bojana Milošević                                 | Sovjetunionen (URS) Olga Buryakina Yelena Khudashova Vitalija Tuomaitė Olga Yakovleva Galina Savitskaya Aleksandra Leonova Olga Yevkova Irina Sumnikova Irina Minkh Irina Gerlits Olesya Barel Natalya Zasulskaya                   |
| Barcelona 1992      | Förenade laget/OSS (EUN) Elen Bunatyants Irina Sumnikova Marina Tkachenko Irina Minkh Irina Gerlits Svetlana Zaboluyeva Natalya Zasulskaya Yelena Zhirko Yelena Tornikidu Yelena Shvaybovich Yelena Khudashova Yelena Baranova             | Kina (CHN) Cong Xuedi He Jun Li Dongmei Li Xin Liu Jun Liu Qing Peng Ping Wang Fang Zhan Shuping Zheng Dongmei Zheng Haixia | USA (USA) Vicky Bullett Daedra Charles Cynthia Cooper Clarissa Davis Medina Dixon Teresa Edwards Tammy Jackson Carolyn Jones Katrina McClain Suzanne McConnell Vickie Orr Teresa Weatherspoon                                       |
| Atlanta 1996        | USA (USA) Jennifer Azzi Ruthie Bolton Teresa Edwards Venus Lacy Lisa Leslie Rebecca Lobo Katrina McClain Nikki McCray Carla McGhee Dawn Staley Katy Steding Sheryl Swoopes                                                                 | Brasilien (BRA) Roseli Gustavo Marta Sobral Silvinha Alessandra Oliveira Cintia Santos Claudia Maria Pastor Hortência Adriana Santos Maria Angelica Janeth Arcain Paula Leila Sobral                                                  | Australien (AUS) Robyn Maher Rachael Sporn Michele Timms Michelle Brogan Trisha Fallon Allison Cook Carla Boyd Sandy Brondello Shelley Sandie Fiona Robinson Michelle Chandler                                                      |
| Sydney 2000         | USA (USA) Ruthie Bolton-Holifield Teresa Edwards Yolanda Griffith Chamique Holdsclaw Lisa Leslie Nikki McCray DeLisha Milton Katie Smith Dawn Staley Sheryl Swoopes Natalie Williams Kara Wolters                                          | Australien (AUS) Carla Boyd Sandra Brondello Trisha Fallon Michelle Griffiths Kristi Harrower Jo Hill Lauren Jackson Annie la Fleur Shelley Sandie Rachael Sporn Michele Timms Jenny Whittle                                          | Brasilien (BRA) Janeth Arcain Ilisaine David Lilian Gonçalves Helen Cristina Luz Silvinha Claudia Neves Alessandra Oliveira Adriana Pinto Cintia Santos Adriana Santos Kelly Santos Marta Sobral                                    |
| Aten 2004           | USA (USA) Sue Bird Swin Cash Tamika Catchings Yolanda Griffith Shannon Johnson Lisa Leslie Ruth Riley Katie Smith Dawn Staley Sheryl Swoopes Diana Taurasi Tina Thompson                                                                   | Australien (AUS) Suzy Batkovic Sandy Brondello Trisha Fallon Kristi Harrower Lauren Jackson Natalie Porter Alicia Poto Belinda Snell Rachael Sporn Laura Summerton Penny Taylor Allison Tranquilli                                    | Ryssland (RUS) Anna Archipova Olga Artesjina Jelena Baranova Diana Gustilina Maria Kalmykova Jelena Karpova Ilona Korstin Irina Osipova Oksana Rachmatulina Tatiana Sjtjegoleva Maria Stepanova Natalja Vodopjanova                 |
| Peking 2008         | USA (USA) Seimone Augustus Sue Bird Tamika Catchings Sylvia Fowles Kara Lawson Lisa Leslie DeLisha Milton-Jones Candace Parker Cappie Pondexter Katie Smith Diana Taurasi Tina Thompson                                                    | Australien (AUS) Suzy Batkovic Tully Bevilaqua Rohanee Cox Holly Grima Kristi Harrower Lauren Jackson Erin Phillips Emma Randall Jenni Screen Belinda Snell Laura Summerton Penny Taylor                                              | Ryssland (RUS) Svetlana Abrosimova Natalja Vodopjanova Marina Karpunina Ilona Korstin Marina Kuzina Jekaterina Lisina Irina Osipova Oksana Rachmatulina Maria Stepanova Irina Sokolovskaja Bekky Hammon Tatiana Sjtjegoleva         |
| London 2012         | USA Lindsay Whalen Seimone Augustus Sue Bird Maya Moore Angel McCoughtry Asjha Jones Tamika Catchings Swin Cash Diana Taurasi Sylvia Fowles Tina Charles Candace Parker                                                                    | Frankrike Isabelle Yacoubou Endéné Miyem Clémence Beikes Sandrine Gruda Edwige Lawson-Wade Céline Dumerc Florence Lepron Émilie Gomis Marion Laborde Élodie Godin Emmeline Ndongue Jennifer Digbeu                                    | Australien Suzy Batkovic Abby Bishop Liz Cambage Kristi Harrower Lauren Jackson Rachel Jarry Kathleen MacLeod Jenna O'Hea Samantha Richards Jennifer Screen Belinda Snell Laura Summerton                                           |
| Rio de Janeiro 2016 | USA Lindsay Whalen Seimone Augustus Sue Bird Maya Moore Angel McCoughtry Breanna Stewart Tamika Catchings Elena Delle Donne Diana Taurasi Sylvia Fowles Tina Charles Brittney Griner                                                       | Spanien Leticia Romero Laura Nicholls Silvia Domínguez Alba Torrens Laia Palau Marta Xargay Leonor Rodríguez Lucila Pascua Anna Cruz Laura Quevedo Laura Gil Astou Ndour                                                              | Serbien Tamara Radočaj Sonja Petrović Saša Čađo Sara Krnjić Nevena Jovanović Jelena Milovanović Dajana Butulija Dragana Stanković Aleksandra Crvendakić Milica Dabović Ana Dabović Danielle Page                                    |
| Tokyo 2020          | USA Jewell Loyd Skylar Diggins-Smith Sue Bird Ariel Atkins Chelsea Gray A'ja Wilson Breanna Stewart Napheesa Collier Diana Taurasi Sylvia Fowles Tina Charles Brittney Griner                                                              | Japan Moeko Nagaoka Maki Takada Naho Miyoshi Rui Machida Nako Motohashi Nanaka Todo Saki Hayashi Evelyn Mawuli Saori Miyazaki Yuki Miyazawa Himawari Akaho Monica Okoye                                                               | Frankrike Alexia Chartereau Héléna Ciak Alix Duchet Marine Fauthoux Sandrine Gruda Marine Johannès Sarah Michel Endéné Miyem Iliana Rupert Diandra Tchatchouang Valériane Vukosavljević Gabby Williams                              |
| Paris 2024          | USA Napheesa Collier Kahleah Copper Chelsea Gray Brittney Griner Sabrina Ionescu Jewell Loyd Kelsey Plum Breanna Stewart Diana Taurasi Alyssa Thomas A'ja Wilson Jackie Young                                                              | Frankrike Valériane Ayayi Marième Badiane Romane Bernies Alexia Chery Marine Fauthoux Marine Johannès Leïla Lacan Dominique Malonga Sarah Michel Iliana Rupert Janelle Salaün Gabby Williams                                          | Australien Amy Atwell Isobel Borlase Cayla George Lauren Jackson Tess Madgen Ezi Magbegor Jade Melbourne Alanna Smith Stephanie Talbot Marianna Tolo Kristy Wallace Sami Whitcomb                                                   |

### 3x3
| Spel       | Guld                                                                     | Silver                                                                       | Brons                                                         |
| Tokyo 2020 | USA Stefanie Dolson Allisha Gray Kelsey Plum Jackie Young                | ROC Jevgenija Frolkina Olga Frolkina Julia Kozik Anastasija Logunova         | Kina Wan Jiyuan Wang Lili Yang Shuyu Zhang Zhiting            |
| Paris 2024 | Tyskland Marie Reichert Elisa Mevius Sonja Greinacher Svenja Brunckhorst | Spanien Vega Gimeno Sandra Ygueravide Juana Camilión Gracia Alonso de Armiño | USA Dearica Hamby Cierra Burdick Hailey Van Lith Rhyne Howard |